# 昆林 (亞利桑那州)
昆林（英語：Quinlin）是位於美國亞利桑那州皮馬縣的一個非建制地區。該地的面積和人口皆未知。

## 地理
昆林的座標為32°15′22″N 111°36′23″W / 32.25611°N 111.60639°W，而該地的平均海拔高度為632米（即2073英尺）。